# VV 191
VV 191 ist ein interagierendes Galaxienpaar im Sternbild Bärenhüter, das schätzungsweise 690 Millionen Lichtjahre von der Milchstraße entfernt ist.